# アオラキ (小惑星)
アオラキ (3810 Aoraki) は小惑星帯の内縁部に位置する小惑星。ニュージーランドの天文学者、アラン・ギルモアとパメラ・キルマーティンがマウント・ジョン天文台 (en:Mount John University Observatory) で発見した。
ニュージーランドの最高峰の、クック山のマオリ語の呼び名から名付けられた。マオリ語で「雲の峰」という意味である。